# イシコリドメ
伊斯許理度売命（）は日本神話に登場する女神。作鏡連らの祖神、天糠戸の子とされている。『古事記』では伊斯許理度売命、『日本書紀』では石凝姥命または石凝戸辺と表記されている。

## 神話での記述
岩戸隠れの際に八咫鏡を作った。ちなみに日前神宮・國懸神宮（和歌山市）には八咫鏡に先立って鋳造された鏡である日像鏡・日矛鏡がある。日像鏡は日前神宮の神体、日矛鏡は國懸神宮の神体となっている。
天孫降臨に際して天児屋命・太玉命・天宇受売命・玉祖命・伊斯許理度売命ら五伴緒神が邇邇芸命に随伴している。
『日本書紀』などには天糠戸命の子とある。天糠戸命の出自は記紀などには記されていないが、『大倭神社註進状』の裏書の「鏡作神社三座条」によれば大山祇命の子とされる。佐伯有清は、天糠戸命の父神を神産巣日命と推定している。

## 解説
神名の名義について、「コリ」を凝固、「ド」を呪的な行為につける接尾語、「メ」を女性と解して、「石を切って鋳型を作り溶鉄を流し固まらせて鏡を鋳造する老女」の意と見る説がある。
鋳物の神・金属加工の神として信仰されている。鞴神社（大阪府大阪市天王寺区）、中山神社（岡山県津山市）、鏡作坐天照御魂神社（奈良県磯城郡）、岩山神社（岡山県新見市）などに祀られる。